# Primi ministri della Cambogia
Il primo ministro della Cambogia (in khmer: នាយករដ្ឋមន្ត្រីនៃព្រះរាជាណាចក្រកម្ពុជា, Lok Neayouk Rotmontrei ney Preah Reacheanachak Kampuchea) è il capo del governo del Regno della Cambogia ed è nominato dal re ai sensi dell'articolo 119 della Costituzione. Dal 19 ottobre 2010 risiede nel Palazzo della Pace.

## Poteri costituzionali
I poteri del primo ministro sono stabiliti dall'attuale Costituzione della Cambogia, adottata il 24 settembre 1993 e modificata il 4 marzo 1999. Essi vengono definiti dai seguenti articoli della Costituzione:
- Articolo 11: Se il re non può svolgere le normali funzioni di capo di Stato a causa di una grave malattia certificata da un gruppo di medici esterni nominati dal presidente del Senato, il presidente dell'Assemblea ed il primo ministro, il presidente del Senato funge da capo di Stato in luogo.

- Articolo 13: Entro il tempo massimo di sette giorni - dalla vacanza del trono - il nuovo re di Cambogia viene scelto dal Consiglio del trono. I membri del Consiglio sono i seguenti:

- - il presidente del Senato
  - il presidente dell'Assemblea
  - primo ministro
  - i capi dei due ordini religiosi Thammayut e Mohanikay
  - primo e secondo vice presidente del Senato
  - primo e secondo vice presidente dell'Assemblea.

## Lista
I primi ministri della Cambogia dal 1945 (raggiungimento dell'indipendenza dell'Indocina francese) sono i seguenti:
| Primo ministro                               | Primo ministro | Primo ministro        | Partito                                    | Elezione                     | Inizio            | Fine              |
| -------------------------------------------- | -------------- | --------------------- | ------------------------------------------ | ---------------------------- | ----------------- | ----------------- |
| Protettorato francese (1945-1953)            |                |                       |                                            |                              |                   |                   |
|                                              |                | Norodom Sihanouk      | Indipendente                               |                              | 18 marzo 1945     | 13 agosto 1945    |
|                                              |                | Son Ngoc Thanh        | Indipendente                               |                              | 14 agosto 1945    | 16 ottobre 1945   |
|                                              |                | Sisowath Monireth     | Indipendente                               |                              | 17 ottobre 1945   | 15 dicembre 1946  |
|                                              |                | Sisowath Youtevong    | Partito Democratico                        |                              | 15 dicembre 1946  | 15 luglio 1947    |
|                                              |                | Sisowath Watchayavong | Partito Democratico                        |                              | 25 luglio 1947    | 20 febbraio 1948  |
|                                              |                | Chhean Vam            | Partito Democratico                        |                              | 20 febbraio 1948  | 14 agosto 1948    |
|                                              |                | Penn Nouth            | Partito Democratico                        |                              | 15 agosto 1948    | 21 gennaio 1949   |
|                                              |                | Yem Sambaur           | Partito Democratico                        |                              | 12 febbraio 1949  | 20 settembre 1949 |
|                                              |                | Ieu Koeus             | Partito Democratico                        |                              | 20 settembre 1949 | 29 settembre 1949 |
|                                              |                | Yem Sambaur           | Partito Democratico                        |                              | 29 settembre 1949 | 28 aprile 1950    |
|                                              |                | Norodom Sihanouk      | Indipendente                               |                              | 28 aprile 1950    | 30 maggio 1950    |
|                                              |                | Sisowath Monipong     | Indipendente                               |                              | 30 maggio 1950    | 3 marzo 1951      |
|                                              |                | Oum Chheang Sun       | Partito Democratico Nazionale              |                              | 3 marzo 1951      | 12 ottobre 1951   |
|                                              |                | Huy Kanthoul          | Partito Democratico                        |                              | 13 ottobre 1951   | 16 giugno 1952    |
|                                              |                | Norodom Sihanouk      | Indipendente                               |                              | 16 giugno 1952    | 24 gennaio 1953   |
|                                              |                | Penn Nouth            | Partito Democratico                        |                              | 24 gennaio 1953   | 9 novembre 1953   |
| Regno di Cambogia (1953-1970)                |                |                       |                                            |                              |                   |                   |
|                                              |                | Penn Nouth            | Partito Democratico                        |                              | 9 novembre 1953   | 22 novembre 1953  |
|                                              |                | Chan Nak              | Indipendente                               |                              | 23 novembre 1953  | 7 aprile 1954     |
|                                              |                | Norodom Sihanouk      | Indipendente                               |                              | 7 aprile 1954     | 18 aprile 1954    |
|                                              |                | Penn Nouth            | Partito Democratico                        |                              | 18 aprile 1954    | 26 gennaio 1955   |
|                                              |                | Leng Ngeth            | Partito Democratico                        |                              | 26 gennaio 1955   | 3 ottobre 1955    |
|                                              |                | Norodom Sihanouk      | Sangkum                                    |                              | 3 ottobre 1955    | 5 gennaio 1956    |
|                                              |                | Oum Chheang Sun       | Sangkum                                    |                              | 5 gennaio 1956    | 29 febbraio 1956  |
|                                              |                | Norodom Sihanouk      | Sangkum                                    |                              | 1º marzo 1956     | 24 marzo 1956     |
|                                              |                | Khim Tit              | Sangkum                                    |                              | 3 aprile 1956     | 29 luglio 1956    |
|                                              |                | Norodom Sihanouk      | Sangkum                                    |                              | 15 settembre 1956 | 15 ottobre 1956   |
|                                              |                | Sam Yun               | Sangkum                                    |                              | 25 ottobre 1956   | 9 aprile 1957     |
|                                              |                | Norodom Sihanouk      | Sangkum                                    |                              | 9 aprile 1957     | 7 luglio 1957     |
|                                              |                | Sim Var               | Sangkum                                    |                              | 26 luglio 1957    | 11 gennaio 1958   |
|                                              |                | Ek Yi Oun             | Sangkum                                    |                              | 11 gennaio 1958   | 17 gennaio 1958   |
|                                              |                | Penn Nouth            | Sangkum                                    |                              | 17 gennaio 1958   | 24 aprile 1958    |
|                                              |                | Sim Var               | Sangkum                                    |                              | 24 aprile 1958    | 10 luglio 1958    |
|                                              |                | Norodom Sihanouk      | Sangkum                                    |                              | 10 luglio 1958    | 19 aprile 1960    |
|                                              |                | Pho Proeung           | Indipendente                               |                              | 19 aprile 1960    | 28 gennaio 1961   |
|                                              |                | Penn Nouth            | Sangkum                                    |                              | 28 gennaio 1961   | 17 novembre 1961  |
|                                              |                | Norodom Sihanouk      | Sangkum                                    |                              | 17 novembre 1961  | 13 febbraio 1962  |
|                                              |                | Nhiek Tioulong        | Sangkum / Militare                         |                              | 13 febbraio 1962  | 6 agosto 1962     |
|                                              |                | Chau Sen Cocsal Chhum | Sangkum                                    |                              | 6 agosto 1962     | 6 ottobre 1962    |
|                                              |                | Norodom Kantol        | Sangkum                                    |                              | 6 ottobre 1962    | 25 ottobre 1966   |
|                                              |                | Lon Nol               | Sangkum                                    | 1966                         | 25 ottobre 1966   | 1º maggio 1967    |
|                                              |                | Son Sann              | Sangkum                                    |                              | 1º maggio 1967    | 31 gennaio 1968   |
|                                              |                | Penn Nouth            | Sangkum                                    |                              | 31 gennaio 1968   | 14 agosto 1969    |
|                                              |                | Lon Nol               | Sangkum                                    |                              | 15 agosto 1969    | 9 ottobre 1970    |
| Repubblica Khmer (1970-1975)                 |                |                       |                                            |                              |                   |                   |
|                                              |                | Lon Nol               | Militare                                   |                              | 9 ottobre 1970    | 11 marzo 1971     |
|                                              |                | Sisowath Sirik Matak  | Militare                                   |                              | 11 marzo 1971     | 18 marzo 1972     |
|                                              |                | Son Ngoc Thanh        | Khmer Serei                                |                              | 18 marzo 1972     | 15 ottobre 1972   |
|                                              |                | Hang Thun Hak         | Partito Sociale Repubblicano               | 1972                         | 15 ottobre 1972   | 6 maggio 1973     |
|                                              |                | In Tam                | Partito Democratico                        |                              | 6 maggio 1973     | 9 dicembre 1973   |
|                                              |                | Long Boret            | Partito Sociale Repubblicano               |                              | 26 dicembre 1973  | 17 aprile 1975    |
| Kampuchea Democratica (1975-1979)            |                |                       |                                            |                              |                   |                   |
|                                              |                | Penn Nouth            | Fronte Nazionale Unito                     |                              | 17 aprile 1975    | 4 aprile 1976     |
|                                              |                | Khieu Samphan         | Partito Comunista di Kampuchea             | 1976                         | 4 aprile 1976     | 14 aprile 1976    |
|                                              |                | Pol Pot               | Partito Comunista di Kampuchea             |                              | 14 aprile 1976    | 27 settembre 1976 |
|                                              |                | Nuon Chea             | Partito Comunista di Kampuchea             |                              | 27 settembre 1976 | 25 ottobre 1976   |
|                                              |                | Pol Pot               | Partito Comunista di Kampuchea             |                              | 25 ottobre 1976   | 7 gennaio 1979    |
| Repubblica Popolare di Kampuchea (1979-1993) |                |                       |                                            |                              |                   |                   |
|                                              |                | Pen Sovan             | Partito Rivoluzionario Popolare Cambogiano | 1981                         | 27 giugno 1981    | 5 dicembre 1981   |
|                                              |                | Chan Sy               | Partito Rivoluzionario Popolare Cambogiano |                              | 5 dicembre 1981   | 26 dicembre 1984  |
|                                              |                | Hun Sen               | Partito Rivoluzionario Popolare Cambogiano |                              | 14 gennaio 1985   | 2 luglio 1993     |
|                                              |                | Norodom Ranariddh     | Funcinpec                                  | 1993                         | 2 luglio 1993     | 24 settembre 1993 |
| Regno di Cambogia (1993-)                    |                |                       |                                            |                              |                   |                   |
|                                              |                | Norodom Ranariddh     | Funcinpec                                  |                              | 24 settembre 1993 | 6 luglio 1997     |
|                                              |                | Ung Huot              | Funcinpec                                  |                              | 16 luglio 1997    | 30 novembre 1998  |
|                                              |                | Hun Sen               | Partito Popolare Cambogiano                | 1998, 2003, 2008, 2013, 2018 | 30 novembre 1998  | 22 agosto 2023    |
|                                              |                | Hun Manet             | Partito Popolare Cambogiano                | 2023                         | 22 agosto 2023    | in carica         |